# Pays d'Albret
Pour les articles homonymes, voir Albret.
Entités précédentes :
- Sotiates
- Gaule aquitaine
- Novempopulanie
- Duché de Vasconie
- Duché d'Albret

Entités suivantes :
- Département de Lot-et-Garonne
- Région Nouvelle-Aquitaine

Le Pays d’Albret (en gascon Labrit / Albret)
est une ancienne circonscription de la province de Gascogne et, dans son acception moderne, une région naturelle située dans le département de Lot-et-Garonne en région Nouvelle-Aquitaine. 

## Géographie
Défini comme région naturelle, le Pays d’Albret est situé au sud-ouest du département de Lot-et-Garonne, en région Nouvelle-Aquitaine. Il correspond aux coteaux de la Gascogne, sur la rive gauche de la Garonne. Entouré par le Marmandais, l’Entre-deux-Mers et le Bazadais, il est constitué par plusieurs entités distinctes : le Pays du Cœur d'Albret, ou Néracais, centré sur le cours inférieur de la Baïse, bordé à l'ouest par l'Albret des Landes de Gascogne (délimité par la Gélise), au sud par le Condomois ou Ténarèze et à l'est par le Brulhois, au-delà de la vallée de l’Auvignon ; le Queyran, centré sur Casteljaloux, entre Bazadais et Garonne face à Marmande ; le Brulhois longeant la Garonne plus à l'est, jusqu'au Tarn-et-Garonne, qui appartint aussi au duché d'Albret comme le Condomois, principalement dans le département du Gers, et que l'on rapprochera plutôt de l'Armagnac. La partie du Pays d'Albret située dans les Landes de Gascogne constitue les Landes de Lot-et-Garonne.

## Histoire

### Antiquité
Jules César, dans ses Commentaires sur la guerre des Gaules, décrit la bataille de l'armée romaine de son officier Publius Crassus contre les Sotiates. 
Le lieu de la bataille, et le territoire de ce peuple, sont probablement Sos et alentours en Lot-et-Garonne, au sud de la Garonne. 
Les Sotiates étaient l’un des peuples aquitains de la région (entre Garonne au nord, océan à l'ouest et Pyrénées au sud) que César nomme Aquitania. La région deviendra la Novempopulanie. 

### Moyen Âge
Le nom Albret provient de l’Albret landais situé dans les Landes de Gascogne, dont la maison d'Albret était originaire.

### Renaissance
Le nom du Pays d’Albret est relié à celui de l'ancien duché d'Albret, créé dans le nord de la Gascogne en 1550, au bénéfice de la maison d'Albret, et dont Nérac fut la capitale.

## Culture
Le pays d’Albret, de tradition gasconne, se trouve dans l’aire d’influence actuelle du gascon. Le Queyran fait revivre la tradition de la Conjuration du renard pratiquée en Albret jusqu’au premier tiers du XXe siècle.